# 시빌 (예루살렘)
시빌 드 예루살렘(프랑스어: Sibylle de Jérusalem: 1160년 – 1190년)는 1176년부터 야파와 아스칼론의 공녀이자 1186년부터는 예루살렘 왕국의 여왕이었다. 그녀는 아모리 1세의 장녀였고 예루살렘의 보두앵 4세의 누나였다.
그녀의 동생 보두앵 4세가 건강이 좋지 않자 아버지는 시빌라를 유럽의 좋은 집안과 결혼시켜 예루살렘 왕국의 후사를 도모하려 하였다. 프랑스에서 스테팡이라는 귀족이 이에 호응하여 그녀와 결혼하기 위해 팔레스타인으로 왔으나 오자마자 알 수 없는 이유로 마음을 바꾸어 프랑스로 돌아가 버렸다.
1174년 아버지가 죽자 보두앵이 왕위에 올랐는데 아직 어렸으므로 트리폴리의 레몽 3세가 섭정을 하였다. 1176년 보두앵과 레몽은 시빌라를 아스칼론의 기욤이라는 귀족과 약혼시켰는데 그는 프랑스의 루이 7세와 프리드리히 바르바롯사의 사촌이었다. 그 해 9월 두 사람은 결혼했는데 이로써 시빌라는 야파와 아스칼론의 여공작의 칭호를 받았다. 그러나 기욤은 이듬해 6월 말라리아에 걸려 죽었고 유복자로 아들을 남겼는데 그 아이의 이름은 보두앵이었다.
이제 미망인이 된 시빌라는 예루살렘의 왕위를 노리는 야심적인 귀족들의 표적이 되었다. 플랑드르의 필리프가 예루살렘으로 와서 자신의 가신과 시빌라를 결혼시키려 했으나 예루살렘의 귀족가문인 이벨린가문이 이끄는 귀족회의에서 반대하는 일도 있었다. 시빌라는 1180년까지 결혼하지 않고 있었다. 1180년 트리폴리의 레몽과 보에몽 3세는 예루살렘에 들어와 자신들의 의도대로 신랑감을 정하려고 했다. 그러나 보두앵 4세는 외국에서 신랑감을 데려오는 것이 왕국에 군사적으로 도움이 되었기에 신임 프랑스 왕 필리프 2세와 영국왕 잉글랜드의 헨리 2세와 연관이 있는 뤼지냥의 기를 신랑감으로 정하고 결혼 시켰다.
보두앵 4세는 처음에는 기를 신임하여 자신의 신병으로 무력한 기간 동안의 섭정으로 임명하고 많은 권한을 위임하였다. 그러나 기는 섭정을 수행하면서 샤티용의 레날드가 이집트와 시리아를 오가는 대상을 공격하고 약탈하는 것을 묵인하는 등 보두앵의 뜻에 많이 어긋나는 행동을 하였다. 보두앵은 1183년 기를 섭정에서 해임하고 시빌라의 아들 보두앵을 보두앵 5세로써 공동왕으로 세우고 기와 시빌라의 결혼을 무효화하려고까지 시도하였다.
보두앵 4세는 1185년 봄에 죽었다. 시빌라의 아들 어린 보두앵 5세는 단독으로 왕이 되었고 레몽이 섭정으로 에데사의 조슬랭 3세가 보호자가 되었다. 그러나 보두앵 5세도 건강이 좋지 않았고 1186년 여름 아코에서 죽었다. 시빌라는 예루살렘 왕국의 후계자로 단독으로 여왕이 되었다. 그러나 시빌라에 반대하는 귀족 가문들이 꽤 있었고 또 다른 상속자 이사벨이 있었기 때문에 시빌라는 왕위에 오르기 전에 새로운 남편을 구하겠다고 약속했으나 왕위에 오르자 마자 남편을 다시 뤼지냥의 기로 정해버리고 그를 공동왕으로 세웠다.
시빌라는 레몽과 이사벨같은 반대파를 아우르고 자신의 지위를 보존했다. 당시 살라흐 앗 딘의 위협으로부터 왕국을 구하려고 애썼는데 기와 레몽의 협력관계가 잘 이루어지지 않았다. 결국 1187년 7월 4일 하틴 전투에서 살리흐 앗 딘의 군대에 패배하고 기는 살라딘의 포로가 되었다. 살라흐 앗 딘은 단숨에 나머지 예루살렘 왕국의 영토를 점령하고 마지막 남은 성도 예루살렘을 포위하였다. 시빌라와 하틴 전투에서 살아남은 이벨린의 발리앙은 예루살렘에서 방어전을 폈으나 결국 10월 2일 예루살렘을 살라딘에게 넘겨주었다. 시빌라는 트리폴리로 쫓겨났다.
살라흐 앗 딘은 1188년 기를 다마스쿠스에서 풀어주었는데 기와 시빌라는 다시 왕국의 주도권을 잡으려고 유일하게 예루살렘에서 남은 항구도시인 티레로 들어가려하였다. 그러나 당시 티레를 지배하던 몬페라토의 코라도의 반대로 성밖에서 머물게 되었고 기는 새로 발흥한 제3차 십자군에 호응하여 아크레를 공격하였다. 이 공격은 거의 2년을 끌었고 1190년 공격군의 진지를 휩쓴 전염병에 걸려 시빌라와 그의 어린 두 딸은 죽고 말았다. 시빌라의 사후 예루살렘 왕국의 왕위를 놓고 또 다른 아모리의 딸 이사벨과 기가 대립했는데 결국 이사벨이 적법한 후계자가 되었다.